# Кожевниково (Усть-Кубинский район)
Кожевниково — упразднённая деревня в Усть-Кубинском районе Вологодской области.
Входила на момент упразднения в состав Устьянского сельского поселения, до того в состав Никольского сельского поселения, с точки зрения административно-территориального деления — в Никольский сельсовет.
Расстояние по автодороге до районного центра Устья — 27 км, до центра муниципального образования Никольского — 6 км. Ближайшие населённые пункты — Вечеслово, Волосово, Сянино.
По данным переписи в 2002 году постоянного населения не было.
Упразднена 20 ноября 2020 года.